# Vertrag von Tangermünde
Im Vertrag von Tangermünde musste sich am 14. April 1312 der meißnische Markgraf Friedrich der Freidige seine Freiheit aus der Gefangenschaft des brandenburgischen Markgrafen Waldemar erkaufen, in welche er wenige Tage zuvor gemeinsam mit seinem Sohn nahe der meißnischen Stadt Hayn geraten war.

## Geschichte
Nachdem Friedrich der Freidige 1309 von Friedrich dem Kleinen zum Erben ernannt worden war, erhob er Anspruch auf die Marken Landsberg und Lausitz, woraufhin es zum Streit mit dem brandenburgischen Markgraf Waldemar aus dem Adelsgeschlecht der Askanier kam. Nachdem Verhandlungen gescheitert waren, eröffnete Waldemar Anfang des Jahres 1312 einen Krieg mit dem Ziel, die Mark Meißen, welche bereits von 1303 bis 1305 in Pfandbesitz der Askanier gewesen war, unter seine Herrschaft zu bringen.
Im Zuge der Kampfhandlungen zog Waldemar Ende März 1312 in die Lausitz, wobei er auch in die Gegend um Hayn vorstieß. Als ein nächtlicher Angriff auf die Stadt scheiterte und die Angreifer gefangen genommen wurden, riefen die Hayner Bürger den meißnischen Markgrafen um Hilfe. Der mit seinem Sohn Friedrich dem Lahmen und einigen Soldaten herbeieilende Markgraf Friedrich der Freidige fiel jedoch nahe der Stadt in die Hand von Waldemar, der die beiden meißnischen Adligen nach Tangermünde verschleppte.
Nach zähen Verhandlungen um seine Freilassung musste Friedrich der Freidige einem Vergleich zustimmen. Er verpflichtete sich unter anderem zu einer Zahlung von 32.000 Mark Brandenburgischen Silbers beziehungsweise Silbers aus Freiberg, zur Abtretung der erblichen Ansprüche auf die Mark Lausitz, der Mark Landsberg und des Elbe-Elster-Landes, sowie zur Übereignung der Herrschaftsgebiete von Hayn und Torgau. Die Städte Leipzig, Oschatz, Grimma und Geithain wurden an den Askanier verpfändet. Außerdem verpflichtete Friedrich sich, im Falle des Todes des Markgrafen von Brandenburg, die Rechte seiner Nachfolger anzuerkennen. Gleichfalls sollte auf meißnischer Seite im Falle des Todes eines Markgrafen der Nachfolgende in dessen Pflichten treten.